# 1025-річчя хрещення Київської Русі (золота монета)
«1025-рі́ччя хре́щення Ки́ївської Русі́» — пам'ятна монета номіналом 100 гривні, випущена Національним банком України. Присвячена запровадженню Володимиром Великим християнства як державної релігії, що сприяло об'єднанню та зміцненню Київської Русі, поширенню писемності, відкрило широкі перспективи економічних і культурних зв'язків.
Дата введення в обіг: 3 липня 2013.
Серія: Інші монети

## Опис та характеристики монети
| Номінал грн. | Метал           | Маса, грам   | Діаметр, мм. | Якість виготовлення | Гурт                           | Тираж, штук |
| ------------ | --------------- | ------------ | ------------ | ------------------- | ------------------------------ | ----------- |
| 100          | золото (Au 900) | 31,1 / 34,56 | 32,0         | пруф                | гладкий із заглибленим написом | 1 025       |

### Аверс
На аверсі монети розміщено: угорі — малий Державний Герб України, стилізовані написи півколом «НАЦІОНАЛЬНИЙ БАНК УКРАЇНИ» (угорі), рік карбування монети «2013» та номінал (унизу): «СТО ГРИВЕНЬ». У центрі монети зображено композицію — хрест-енколпіон та фігури-символи чотирьох євангелістів: Матвія в образі ангела, Марка в образі лева, Луки в образі тельця, Іоанна в образі орла. Кожен із них крилатий і тримає Євангеліє.

### Реверс
На реверсі монети зображено стилізовану композицію — на тлі хреста, прикрашеного виноградною лозою, обличчя князя Володимира Великого (ліворуч), відбиток його печатки (праворуч), півколом напис — «1025-РІЧЧЯ ХРЕЩЕННЯ КИЇВСЬКОЇ РУСІ».

## Автори
- Художники:

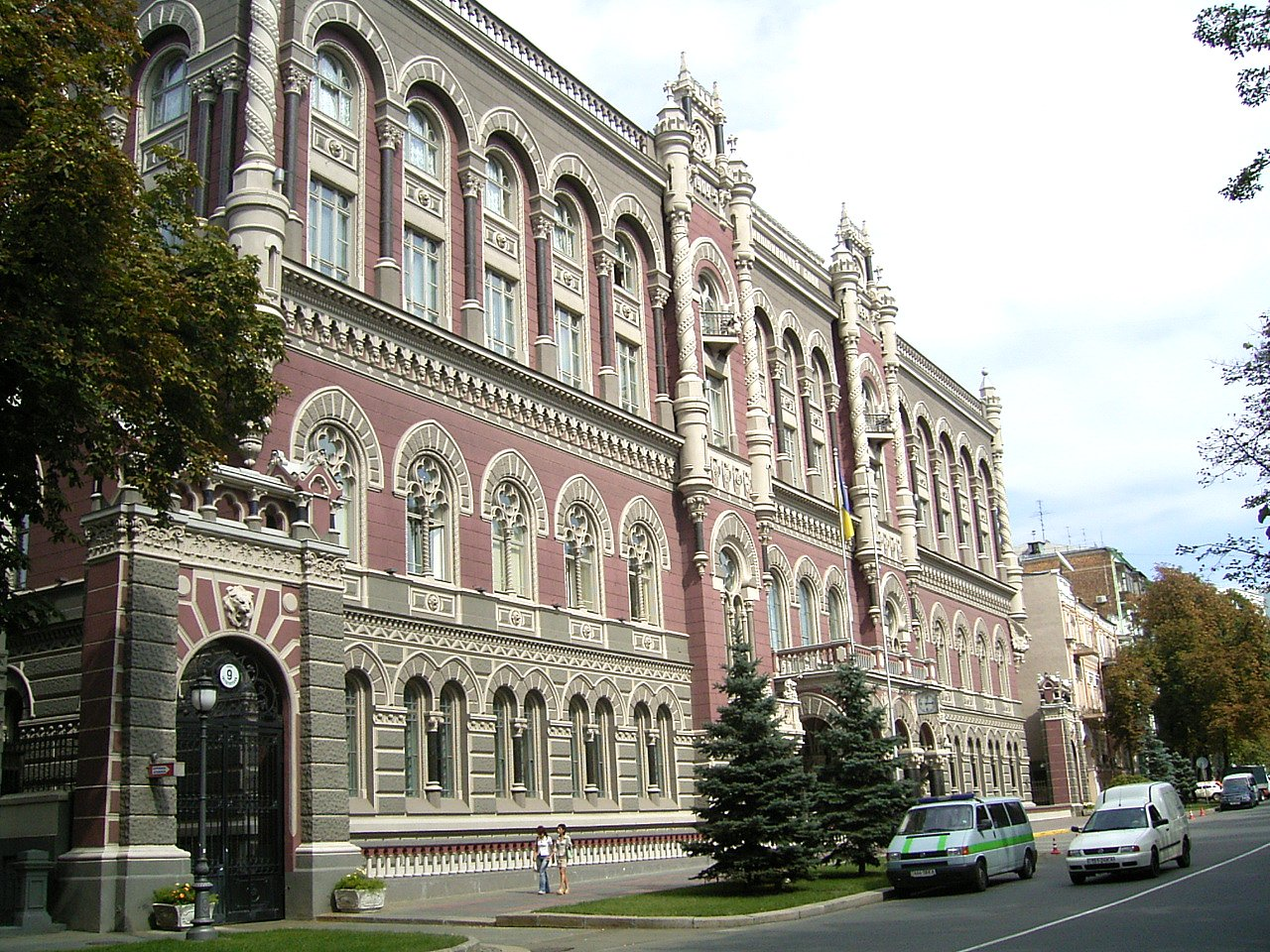
Будівля Національного банку України

  - аверс: Таран Володимир, Харук Олександр, Харук Сергій.
  - реверс: Скоблікова Марія, Кузьмін Олександр.
- Скульптори: Іваненко Святослав, Дем'яненко Володимир.

## Вартість монети
Ціна монети — 24911 гривень, була вказана на сайті Національного банку України у 2014 році.
Фактична приблизна вартість монети, з роками змінювалася так:
| Рік        | 2014   | 2015   | 2016   | 2017   | 2018   | 2019   | 2020   | 2021   | 2022    | 2023    | 2024    | 2025    |
| ---------- | ------ | ------ | ------ | ------ | ------ | ------ | ------ | ------ | ------- | ------- | ------- | ------- |
| Ціна, грн. | 25 000 | 40 000 | 46 000 | 49 500 | 59 000 | 55 000 | 58 000 | 71 000 | 100 000 | 111 000 | 140 000 | 196 000 |